# La Crèche
Pour les articles homonymes, voir Crèche.
La Crèche est une commune du Centre-Ouest de la France située dans le département des Deux-Sèvres, en région Nouvelle-Aquitaine.
Le 23 septembre 1965, Chavagné est rattachée à Breloux-la-Crèche (fusion simple) qui devient La Crèche.

## Géographie
Au nord du Bassin aquitain, dans la plaine de Niort, le bourg de La Crèche s'est implanté de part et d'autre de la Sèvre niortaise. À l'origine, trois villages existaient : Saint-Carlaix, Breloux-la-Crèche et Chavagné. L'unification de ces trois communes le 23 septembre 1965 a permis de rassembler des moyens humains et financiers de part et d'autre d'une voie ferrée établie à la fin du XIXe siècle, d'une voie royale, devenue nationale puis déclassée aujourd'hui en route départementale.
Au début des années 1980, l’autoroute A10 (Paris-Bordeaux) traverse la commune, depuis l’autoroute A83 (Niort-Nantes) s'est greffée dessus. Ce nœud autoroutier a permis l'installation d'industries nouvelles qui sont venues suppléer les activités du milieu du XXe siècle, à savoir la fabrication de « paniers à beurre, fruits, huîtres... » en peuplier. La population s'est accrue.

### Climat
Pour des articles plus généraux, voir Climat de la Nouvelle-Aquitaine et Climat des Deux-Sèvres.
Historiquement, la commune est exposée à un climat océanique du nord-ouest.  
En 2020, Météo-France publie une typologie des climats de la France métropolitaine dans laquelle la commune est exposée à un climat océanique et est dans la région climatique Poitou-Charentes, caractérisée par un bon ensoleillement, particulièrement en été et des vents modérés.
Pour la période 1971-2000, la température annuelle moyenne est de 12 °C, avec une amplitude thermique annuelle de 14,7 °C. Le cumul annuel moyen de précipitations est de 928 mm, avec 13,1 jours de précipitations en janvier et 7,2 jours en juillet. Pour la période 1991-2020, la température moyenne annuelle observée sur la station météorologique la plus proche, située sur la commune de Saint-Maixent-l'École à 8,99 km à vol d'oiseau, est de 13,4 °C et le cumul annuel moyen de précipitations est de 940,4 mm,. Pour l'avenir, les paramètres climatiques de la commune estimés pour 2050 selon différents scénarios d’émission de gaz à effet de serre sont consultables sur un site dédié publié par Météo-France en novembre 2022.

## Urbanisme

### Typologie
Au 1er janvier 2024, La Crèche est catégorisée commune rurale à habitat dispersé, selon la nouvelle grille communale de densité à sept niveaux définie par l'Insee en 2022.
Elle appartient à l'unité urbaine de La Crèche, une unité urbaine monocommunale constituant une ville isolée,. Par ailleurs la commune fait partie de l'aire d'attraction de Niort, dont elle est une commune de la couronne,. Cette aire, qui regroupe 91 communes, est catégorisée dans les aires de 50 000 à moins de 200 000 habitants,.

### Occupation des sols
L'occupation des sols de la commune, telle qu'elle ressort de la base de données européenne d’occupation biophysique des sols Corine Land Cover (CLC), est marquée par l'importance des territoires agricoles (79,9 % en 2018), en diminution par rapport à 1990 (85,7 %). La répartition détaillée en 2018 est la suivante : 
terres arables (57,7 %), zones urbanisées (12,3 %), prairies (11,7 %), zones agricoles hétérogènes (10,6 %), zones industrielles ou commerciales et réseaux de communication (5,5 %), forêts (2,3 %). L'évolution de l’occupation des sols de la commune et de ses infrastructures peut être observée sur les différentes représentations cartographiques du territoire : la carte de Cassini (XVIIIe siècle), la carte d'état-major (1820-1866) et les cartes ou photos aériennes de l'IGN pour la période actuelle (1950 à aujourd'hui).

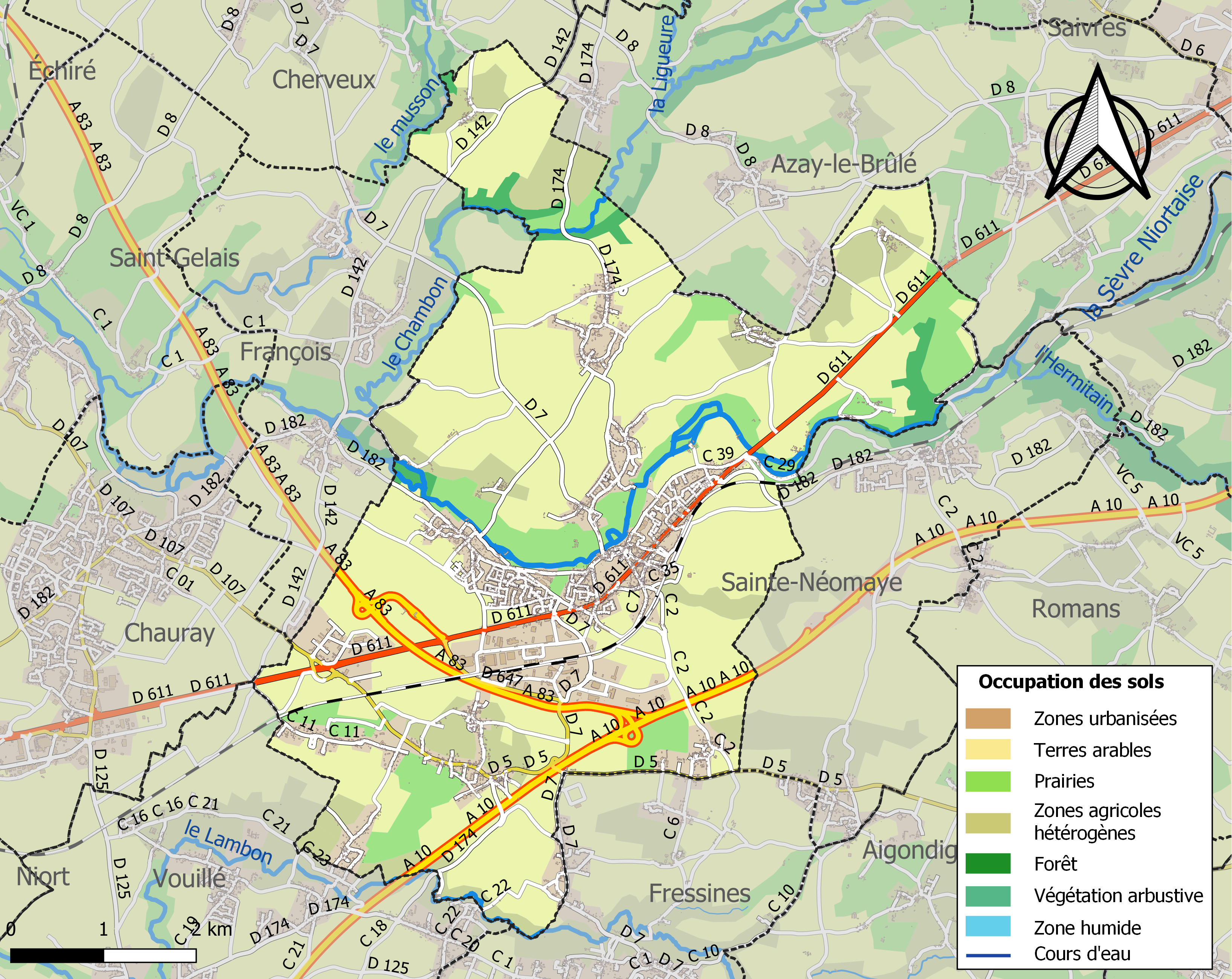
Carte des infrastructures et de l'occupation des sols de la commune en 2018 (CLC).

### Risques majeurs
Le territoire de la commune de La Crèche est vulnérable à différents aléas naturels : météorologiques (tempête, orage, neige, grand froid, canicule ou sécheresse), inondations, mouvements de terrains et séisme (sismicité modérée). Il est également exposé à deux risques technologiques,  le transport de matières dangereuses et la rupture d'un barrage. Un site publié par le BRGM permet d'évaluer simplement et rapidement les risques d'un bien localisé soit par son adresse soit par le numéro de sa parcelle.

#### Risques naturels
Certaines parties du territoire communal sont susceptibles d’être affectées par le risque d’inondation par débordement de cours d'eau, notamment la Sèvre Niortaise, le Chambon, le Musson et le Lambon. La commune a été reconnue en état de catastrophe naturelle au titre des dommages causés par les inondations et coulées de boue survenues en 1982, 1983, 1992, 1993, 1995, 1999 et 2010,. Le risque inondation est pris en compte dans l'aménagement du territoire de la commune par le biais du plan de prévention des risques inondation (PPRI) de la « Vallée de la Sèvre Niortaise amont », approuvé le 21 mars 2017, dont le périmètre regroupe 17 communes.

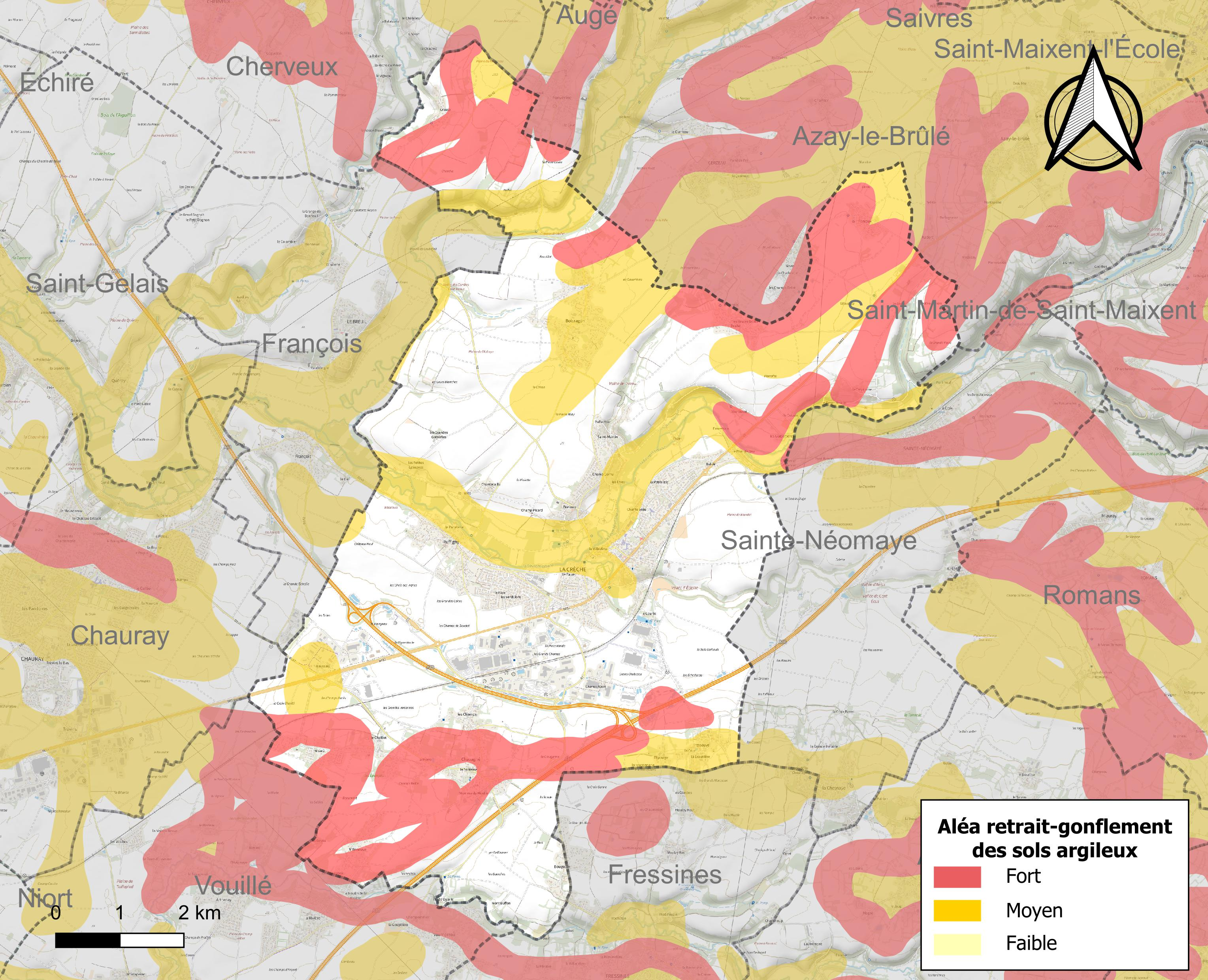
Carte des zones d'aléa retrait-gonflement des sols argileux de La Crèche.

Les mouvements de terrains susceptibles de se produire sur la commune sont des mouvements de terrains, notamment des tassements différentiels. Le retrait-gonflement des sols argileux est susceptible d'engendrer des dommages importants aux bâtiments en cas d’alternance de périodes de sécheresse et de pluie. 43,7 % de la superficie communale est en aléa moyen ou fort (54,9 % au niveau départemental et 48,5 % au niveau national). Depuis le 1er octobre 2020, en application de la loi ELAN, différentes contraintes s'imposent aux vendeurs, maîtres d'ouvrages ou constructeurs de biens situés dans une zone classée en aléa moyen ou fort,.
La commune a été reconnue en état de catastrophe naturelle au titre des dommages causés par la sécheresse en 1989, 1991, 2003, 2005, 2011 et 2017 et par des mouvements de terrain en 1999 et 2010.

#### Risque technologique
La commune est en outre située en aval du barrage de la Touche Poupard, un ouvrage de classe A mis en service en 1995 sur le cours d’eau le Chambon, affluent de la Sèvre Niortaise. À ce titre elle est susceptible d’être touchée par l’onde de submersion consécutive à la rupture de cet ouvrage.

## Toponymie
Constituée sous le nom de "Sanctus-Petro-De-Berlo" traduit par "Saint-Pierre-De-Berlus" en français, la commune s'appelait "Berlo" au XIIIe siècle, et se nommait "Berlou" au XIVe.
Puis, en 1622, apparaît "Brelou" qui gardera cette orthographe jusqu’en 1830. Là viendra s’ajouter le " x " final ce qui donna "Breloux". Elle prend ensuite le nom de "Breloux-la-Crèche" en fin 1911, puis celui de La Crèche en 1966 à la suite de la fusion avec Chavagné

## Histoire

### Préhistoire et Protohistoire
Dès l'époque paléolithique des hommes circulent sur le territoire de La Crèche. De nombreux bifaces ont été découverts à Boisragon. Ils ont été étudiés par Marcel Bizard et publiés dans les revues historiques locales.
L'époque néolithique ou « Âge de la pierre polie » est également représentée par des haches en silex ou en dolérite, trouvées en divers lieux. Le Néolithique moyen, caractérisé par les mégalithes, est attesté par des toponymes, comme la Pierre Levée, la Pierre Allay, etc. mais aucun dolmen ni menhir ne susbsiste aujourd'hui.
Pour le Néolithique final ou récent, nous connaissons un camp découvert grâce aux photographies aériennes réalisées par Maurice Marsac au lieu-dit la Seppe. Il est composé d'un fossé creusé dans le substrat calcaire avec l'aide de pics en bois de cerf.
Les âges des métaux (bronze et fer) ont laissé des traces d'enclos circulaires repérés par photographie aérienne en divers lieux (travaux de M. Marsac).

### Antiquité
L'époque antique est représentée par des villae gallo-romaines comme celles de la Pierre Levée, des Brangeries et par le vicus de La Fougeoire occupé du Ier au IVe siècle de notre ère et étudié en partie par M. Marsac de 1965 à 1969.

### Moyen Âge
L'époque mérovingienne, au VIIe siècle, a laissé une nécropole avec une quarantaine de sépultures en pleine terre et quelques sarcophages et couvercles en calcaire. Deux d'entre eux portent des croix à triples traverses en bas-relief. Un habitat de cette époque a été localisé à proximité des vestiges gallo-romains de la villa des Brangeries (diagnostic archéologique Marie-Claude Bakkal-Lagarde). Les traces se limitaient à des trous de poteaux et des fosses silos, creusées dans le substrat.
Vers l'an mil, l'habitat se regroupe autour d'églises romanes à Saint-Carlaix, à Breloux. Des châteaux forts permettent la surveillance du territoire. Le château de l'Isle sur la Sèvre niortaise, dont il ne reste rien, était un de ceux-là.
Le château de Bougouin (XIIIe siècle) avait le droit de châtellenie et relevait du comte de Poitiers, puis du seigneur de Saint-Maixent.

### Période de la Grande Guerre (1914-1918)
L’année 1914 commence par un événement festif, la grande cavalcade, qui a lieu le lundi de Pâques, le 13 avril. C’est une première pour la ville. Le défilé, sur le thème « Hier et aujourd’hui », attire de nombreux spectateurs du département, principalement de Niort et Saint-Maixent, venus admirer une quinzaine de chars thématiques.
L’ordre de mobilisation, le 1er août 1914, est lu par un tambour à différents endroits de la ville. Les premiers mobilisés partent dès le 2, les autres, les jours suivants. Les soldats de la Crèche sont principalement affectés au 125e RI de Poitiers et au 114e RI de Saint-Maixent, mais également dans les régiments plus distants comme le 63e à Limoges, le 68e à Issoudun, le 90e à Châteauroux, le 107e à Angoulême, le 135e à Angers…
Bien que très éloignée de la ligne de front, la ville est affectée par la guerre. D’abord par les restrictions, la hausse des prix et les réquisitions, puis par l’arrivée de réfugiés belges dont certains sont hébergés par les habitants.
Les Créchois participent à l’effort de guerre par leurs dons et la confection de vêtements pour les hommes au front. Dès septembre 1914, une section de la Croix-Rouge, l’Union des Femmes de France, installe même un hôpital de 30 lits dans l’école primaire de filles. Les soins sont assurés bénévolement par le docteur Texier et des infirmières de la ville, avec le soutien de deux infirmiers militaires. L’hôpital fonctionne grâce aux dons en argent ou nature des entreprises de la ville et des habitants. Par exemple, la laiterie fournit gratuitement le lait, la crème et le beurre. Les Créchois fournissent eux de la nourriture, du linge et du bois de chauffage.
À la fin de la guerre, le bilan est très lourd. Le monument aux morts, inauguré en 1922, comporte 58 noms de morts pour la France, dont certains sont des disparus que leur famille a longtemps attendus. Une partie du parcours de ces morts a été reconstituée. Il faut y ajouter de nombreux blessés, aux blessures plus ou moins apparentes – dont nombre de maladies respiratoires dues aux gaz –, et des traumatisés à vie par ce qu’ils ont subi.

## Politique et administration

### Liste des maires
| Période    | Période   | Identité                      | Étiquette | Qualité                                                                  |
| ---------- | --------- | ----------------------------- | --------- | ------------------------------------------------------------------------ |
| ca. 1963   |           | Émile Noble                   |           |                                                                          |
| ca. 1971   |           | Paul Caillet                  |           |                                                                          |
| avant 1988 | 1989      | Louis Vien                    | PS        | Enseignant et historien                                                  |
| mars 1989  | mars 2001 | André Véret                   | DVD       | Maire honoraire                                                          |
| mars 2001  | mars 2014 | Claude Busserolle (1954-2018) | DVG       | Vétérinaire, ancien adjoint 3e vice-président de la CC Haut Val de Sèvre |
| mars 2014  | mai 2020  | Philippe Mathis               | DVD       | Directeur de CDG 1er vice-président de la CC Haut Val de Sèvre           |
| mai 2020   | En cours  | Laëtitia Hamot                | DVG       | Responsable d'études dans une mutuelle                                   |

### Politique de développement durable
La commune a engagé une politique de développement durable en lançant une démarche d'Agenda 21.

### Politique environnementale
Dans son palmarès 2024, le Conseil national de villes et villages fleuris de France a attribué une fleur à la commune.

## Population et société

### Démographie
À partir du XXIe siècle, les recensements réels des communes de moins de 10 000 habitants ont lieu tous les cinq ans. Pour La Crèche, cela correspond à 2006, 2011, 2016, etc. Les autres dates de « recensements » (2009, etc.) sont des estimations légales.
| 1793  | 1800  | 1806  | 1821  | 1831  | 1836  | 1841  | 1846  | 1851  |
| ----- | ----- | ----- | ----- | ----- | ----- | ----- | ----- | ----- |
| 1 411 | 1 535 | 1 519 | 1 690 | 1 810 | 1 825 | 1 813 | 2 075 | 2 129 |

| 1856  | 1861  | 1866  | 1872  | 1876  | 1881  | 1886  | 1891  | 1896  |
| ----- | ----- | ----- | ----- | ----- | ----- | ----- | ----- | ----- |
| 2 142 | 2 131 | 2 303 | 2 283 | 2 300 | 2 347 | 2 286 | 2 354 | 2 190 |

| 1901  | 1906  | 1911  | 1921  | 1926  | 1931  | 1936  | 1946  | 1954  |
| ----- | ----- | ----- | ----- | ----- | ----- | ----- | ----- | ----- |
| 2 257 | 2 179 | 2 223 | 2 021 | 1 948 | 1 972 | 2 045 | 2 045 | 2 105 |

| 1962  | 1968  | 1975  | 1982  | 1990  | 1999  | 2006  | 2011  | 2016  |
| ----- | ----- | ----- | ----- | ----- | ----- | ----- | ----- | ----- |
| 2 083 | 2 806 | 3 181 | 4 213 | 4 467 | 4 684 | 5 242 | 5 449 | 5 576 |

| 2021  | 2022  | - | - | - | - | - | - | - |
| ----- | ----- | - | - | - | - | - | - | - |
| 5 732 | 5 681 | - | - | - | - | - | - | - |

## Économie
La Crèche bénéficie de l’installation de nombreuses industries près du nœud autoroutier A83-A10.

### Économie Locale
La Crèche compte 3 boulangeries, dont 2 sur l'avenue de Paris
La Crèche possède aussi 2 pharmacies et 1 cabinet vétérinaire.
Un Carrefour Contact est installé à l'entrée du bourg.
Une commune qui dispose de zones économiques les plus dynamiques de l'ancienne région Poitou-Charentes regroupées dans: "Atlansèvre". Une économie dynamique et en forte croissance avec près de 90 entreprises tournées surtout vers le secteur industriel de transport et créant 2200 emplois. Elle bénéficie d'une situation géographique favorable avec le croisement des autoroutes A10 et A83, le passage d'une ligne ferroviaire avec développement de ferroutage, la traversée d'une départementale majeure et la proximité avec la mer.

## Culture locale et patrimoine

### Lieux et monuments
- Église Notre-Dame-des-Neiges de La Crèche ;
- Église Saint-Pierre-aux-Liens (consacrée en 1852) de Breloux-la-Crèche, rue des Halles[41] ;
- Église de Chavagné.

#### Le château de Bougouin
Le bâtiment principal est entouré d’une grande cour et d’un jardin, le tout ceint de douves. Une route fut construite anciennement et sépara le pigeonnier du parc du château. Il reste les ailes nord et ouest. La chapelle et le donjon ont été démolis de 1780 à 1815. Au deuxième étage de l’aile nord, on peut toujours admirer une magnifique charpente de châtaignier. À l’extrémité de l’aile ouest subsiste une belle tour du XIIIe siècle. Elle conserva sa toiture en poivrière jusqu’à la fin du XIXe siècle. L’escalier intérieur donne accès au chemin de ronde couvert, pratiqué dans l’épaisseur des murs. Dans les parties les plus anciennes, on voit encore des cheminées et des reposoirs de pierre dans l’embrasure d’une grande fenêtre à meneaux. Les parties habitables ont été remodelées et restent fortement marquées par l’époque Empire. Un porche d’entrée surmonté d’un pavillon donnait accès à la cour du château. Il fut démoli en 1914.
Ce château fut construit par la famille des Vivonne qui le garda du XIIIe siècle jusqu’au milieu du XVIIe siècle. Savarit de Vivonne fut seigneur de Bougouin, en 1260. Son petit-fils, Savary, devint conseiller du roi Philippe de Valois. Il le nomma sénéchal de Toulouse en 1334, et « capitaine souverain ès parties du Poitou et de la Saintonge » en 1336. C’est aussi lui qui fut envoyé, en 1334, en Espagne avec l’archevêque de Reims, pour ratifier une nouvelle alliance entre les deux royaumes. L’archevêque signa pour Savary qui ne savait pas écrire. Son plus jeune frère, Hugues, devint seigneur de Bougouin. L’un de ses descendants, Antoine, fut condamné à mort en 1431, pour avoir « entrepris contre l’autorité du roi ». Charles VII confisqua ses biens dont Bougouin, et les donna à ses frères Jean et François de Vivonne.
Le 6 juin 1583, le contrat de mariage entre Suzanne de Lezay, pupille de René de Vivonne, et Agrippa d’Aubigné y fut signé. Ils devinrent les grands-parents de Françoise d’Aubigné, marquise de Maintenon et épouse morganatique de Louis XIV.
Bougouin passa ensuite aux mains d’un descendant des Plessis-Richelieu, Charles de La Porte, duc de La Meilleraye, maréchal de France. En 1661, son fils Armand Charles épousa Hortense Mancini, nièce de Mazarin.
En 1776, le comte d’Artois, futur Charles X, acheta le duché de La Meilleraye, mais ne fut seigneur de Bougouin que durant deux années. En 1778, en effet, il vendit terre et châtellenie à Claude Jean Monnet de Lorbeau, son fermier général. Cette famille posséda Bougouin pendant plus d’un siècle.
En 1896, les filles d’Edouard Monnet de Lorbeau vendirent à M. Marché. À la mort de sa veuve, au début des années 1940, le château vint en héritage à la famille Bussenault.
Sous l’aile ouest du château existe une vaste cave voûtée dont une partie servit de prison. Un réduit, encore visible, creusé dans le roc, est toujours désigné du nom de " cachot ".

#### Aumônerie Saint-Jacques de la Villedieu du Pont de Vau (XVesiècle)
En 1437, Aymeri de Magné, donne une maison et 200 livres de rente annuelle pour recevoir les pèlerins de Saint-Jacques-de-Compostelle. Ils peuvent y faire étape entre Champdeniers et Celles-sur-Belle après avoir franchi la Sèvre niortaise. Ce don est effectué avec pour contrepartie deux messes annuelles pour le repos de son âme. En 1994, ce bâtiment devient sous l'impulsion de Marie-Claude Bakkal-Lagarde propriété de l’Association pour le développement de l'archéologie sur Niort et les Environs qui le restaure et y installe son siège social.
Il comprend deux salles au rez-de-chaussée(salle principale et vestibule), et à l'étage salle principale et antichambre, enfin une carrière d'extraction du XVe siècle transformée en cave.
La salle principale du rez-de-chaussée présente des remaniements datant des débuts du XVIIIe siècle. Les éléments architecturaux du XVe siècle, dont une grande cheminée, avec pavage du sol, trois portes dont une en plein cintre donnant vers l'extérieur, deux portes pour la distribution intérieure avec angles chanfreinés. Le poutrage qui supporte le parquet de l'étage est du XVe siècle avec un linçoir répartissant le poids pour épargner l'arc plein cintre de la porte extérieur. Dans un percement du XIXe siècle on peut voir un battant de porte extérieur du XVe siècle avec ses planches verticales à l'extérieur et ses couvres-joints, ses planches horizontales du côté intérieur et les nombreux clous qui maintiennent l'ensemble et offre une résistance pour d'éventuels assauts à la hache. Enfin sont visibles dans cette pièces les trois corbeaux qui soutiennent le foyer de la cheminée monumentale dans la salle au-dessus.
Après avoir atteint l'étage par un escalier droit en pierre, escalier qui au XVe siècle était à l'extérieur de l'édifice et permettait un accès direct sans passer par les communs, on atteint l'antichambre. Cet espace possède quatre ouvertures du XVe siècle et une du XIXe siècle, ainsi qu'un niche destinée à l'éclairage. Une des ouvertures possède un battant en bois d'époque, réalisé selon une technique d'assemblage du XIIIe siècle. Ce sont trois planches verticales assemblées par rainures et languettes dont les traverses (en écharpes) sont maintenues par des chevilles en châtaigniers fendues et écartées par des coins en acacia. Les deux portes originales originale ont servi de modèle pour la restauration.
La grande salle de l'étage présente dans l'ouverture d'une fenêtre un évier circulaire ouvert sur la rue avec de part et d'autre deux pierres servant d'étagères. Cette pièce possède une seconde fenêtre avec un banc dans l'embrasure et au-dessus un panneau avec des graffitis (noms de personnes dont certains écrits en gothique, et dessins de fers à cheval)
La vaste cheminée possède de part et d'autre des jambages avec colonne surmontée d'un chapiteau nervuré et colonnette adjacente. Le manteau est en bandeau. À l'exception d'une étoile à 5 branches, peut-être la marque du tailleur de pierre, aucune inscription n'est visible. 
Enfin en sous-sol il est possible de découvrir une carrière d'extraction individuelle creusée en même temps que l'édifice, sa surface est contrainte par l'emplacement des murs porteurs.
Deux puits d'extraction creusé dans l'angle nord-est de la grande salle, actuellement sous le pavage permettait d'accéder à la salle souterraine. A épuisement de l'extraction de calcaire, les carriers ont condamné les puits en construisant un mur à puis ont déversé des remblais de terre dans lesquels figuraient des fragments de poterie du XVe siècle. Enfin l'escalier d'accès à la carrière devenu cave a été construit.

#### Le château de Miseré
Le château de Miséré du XIXe siècle présente ses jardins et ses mélanges d'essences, son bois avec des arbres centenaires, ses dépendances, son orangerie dotée de vastes fenêtres, un magnifique pigeonnier ainsi qu'un grand bassin dans le  parc.  Le raffinement de style haussmannien d'une décoration intérieure est très présent, beaucoup de cachet et d'élégance, parquet d'origine, cheminées, de hauts plafonds. Le rez-de-chaussée accueille un hall d'entrée, un bureau, salon avec une belle cheminée, petit salon, salle à manger avec un poêle prussien communiquant à la cuisine et d'un WC séparé. Deux escaliers donnent accès au 1er étage dont un magnifique escalier en pierre.
Par les recensements de 1876 et 1886,  on sait que le capitaine Alexandre-Louis Duhait né le 21 juillet 1811 à Paris département de la Seine y réside avec son épouse. Il y  décède  le 16 juillet 1889 vers 6 h du soir dans sa 77e année (acte du 17 juillet enregistré à 10 h du matin). 
Son épouse Mme Sophie Aminthe Stéphanie Curtille (Cartile selon le recensement de 1876) née à Paris, département de la Seine, le 26 octobre 1820. Elle est décédée à Miséré après 1886 (date à rechercher).

### Personnalités liées à la commune
- Pierre Charles de Breloux, le père et le fils furent les artisans, les guides, les acteurs de l'histoire locale, tout au long du dix-neuvième siècle. Pierre Charles (1765-1841), le père était l’ami du grand Jacques Bujault qui l’avait rendu célèbre à travers le personnage du « Père Abraham », dans son almanach réputé. Il fut d’une activité débordante, servi par une personnalité forte, énergique, voire autoritaire.

Maire de Breloux pendant 22 ans, président du district de Sainte Néomaye, conseiller d’arrondissement du premier canton de St Maixent. Expert dans son métier d’agriculteur et d’éleveur, il chassa les vieilles routines et imposa les nouvelles méthodes aux paysans du Pays Crèchois, où s’exerçait, écrit Henri Gelin, « son apostolat agricole et politique ».
Dès les premières décennies du dix-neuvième siècle, il militait pour une école neutre et rédigea en 1833 le règlement de l’école de Breloux, petit chef-d’œuvre de laïcité et de démocratie. Pierre Charles (1804-1878), le fils aîné, devait poursuivre l’œuvre du père. Il reçut une bonne instruction. Il sera la tête pensante d’une entreprise extraordinaire, la ferme-modèle de Breloux qui fit école dans toute la région. La politique s’empara de lui, un court moment. Suffisamment pour qu’il devienne, en 1848, représentant du peuple à l'‘Assemblée Constituante. La tradition veut qu’il y siégea vêtu de sa blouse crèchoise …
Vite revenu à sa ferme et à son moulin, il milita contre l’Empire, profitant des tribunes que lui procuraient ses fonctions dans les diverses assemblées agricoles du département. Il aida les artistes, les poètes, œuvra pour l’instruction publique, pour la culture populaire, la mutualité, et, comme le fit avant lui son père, soutint toutes les initiatives coopératives. Pierre Charles reçut la Croix de chevalier de la Légion d'honneur en 1878, quelques mois avant sa mort. On a souvent parlé de la « république familiale des Charles » avec l’application des grands principes démocratiques mis au service de la vie et du travail de chaque jour. « L’œuvre des Charles fait partie de notre patrimoine intellectuel » (Raoul Musu juin 1999).  
Pour illustrer le combat et les moyens employés pour faire « passer » les progrès de la science : Extrait de « A la recherche de Pierre Caillet » - R. Musu - éd. CLE 1987 Pierre Charles, le père du Constituant, qui fut un expérimentateur efficace de toutes les nouvelles méthode de culture et d'élevage et Jacques Bujault, l'avocat-laboureur, son ami, qui sut trouver le mode d'expression convenant au monde paysan d'alors. Il leur fallait attaquer tout à la fois l'ignorance, la méfiance, la bêtise. Ils durent user de ruses pour forcer les paysans à seulement accepter l'idée qu'une amélioration de leur travail, donc de leur sort, était chose possible. On raconte en pays crèchois que le père Charles avait choisi un terrain pentu pour que ses expérimentations du chaulage des luzernes fussent visibles de loin... Par différence d'intensité de la végétation, le passant pouvait lire : « Effet de la chaux ». On retrouvait la valeur de l'exemple.
- René Gilbert (né en 1905 à Fressines- 1997) est à la base du renouveau d'intérêt pour l'histoire du pays crèchois. Son père lui communiqua une passion pour les choses du passé. Après une carrière professionnelle de cadre dans le secteur bancaire, il s'est retiré à La Crèche d'où son épouse était originaire.

Il excellait dans des disciplines rares et savantes, comme la généalogie, la transcription de textes anciens, l'héraldique, la philosophie, la numismatique... Il était sollicité de toutes parts. L'hiver 1973-1974, il participa activement aux fouilles archéologiques de la nécropole mérovingienne de Biard à La Crèche. Il était officier des Palmes académiques.
- Maurice Marsac, archéologue.
- Baptiste Baujault, sculpteur est né à La Crèche en 1828 et mort en 1899. Protestant et républicain, il revint mourir à La Crèche après une modeste carrière sous le Second Empire et la Troisième République. Il a tenté en vain le Prix de Rome, il vécut et travailla à Paris, à Montparnasse et Montmartre, sollicitant les commandes de l'État ou des puissants du monde d'alors.

Lors de la guerre de 1870, il s'exila quelque temps dans le pays nantais. Cette année-là, il obtint enfin la médaille au Salon, pour son jeune gaulois criant : Au Gui l'An neuf !
Un autre éphémère moment de gloire lui vint encore en 1873, pour son Premier Miroir, toute jeune fille nue se mirant dans une pièce d'eau, à ses pieds...
- Pierre Brangier, industriel et homme politique né le 7 septembre 1859 à Breloux-la-Crèche (Deux-Sèvres) et décédé le 26 août 1944 à la Rochebeaucourt (Dordogne)
- Marcel Bizard (1920-1990) enseignant, préhistorien amateur. Il participa notamment aux fouilles du tumulus du Montiou à Sainte-Soline, dirigée par Georges Germond avec qui il publia plusieurs articles, notamment dans le Bulletin de la Société Préhistorique Française.
- Georges Groussard, résistant, créateur des réseaux Gilbert, chef d'état major de la région de Paris en juin 1940.
- Paul Faucher, né en 1920 à la Crèche, athlète international du saut en longueur, trois fois champion de France et finaliste olympique.
- Serge Groussard (1920-2016), écrivain, journaliste, titulaire du prix Femina.
- Louis Vien, enseignant, maire, et historien de la résistance en Deux-Sèvres.
- Raoul Musu, comptable, historien de la période révolutionnaire à La Crèche, une place a été inaugurée en son honneur le 20 septembre 2009, lors des journées du patrimoine.